# Учасники російсько-української війни Д
Учасники російсько-української війни, прізвища яких починаються з літери Д:

## Дав— Дем
1. Давиденко Євген Вікторович
2. Давиденко Олексій Олександрович
3. Давиденко Юрій Петрович
4. Давидов Євген Валерійович
5. Давидов Ярослав Олегович
6. Давидок Андрій Олегович
7. Давидчук Олександр Васильович
8. Давидюк Олександр Олександрович
9. Давидюк Тарас Дмитрович
10. Дадін Ільдар Ільдусович
11. Дайнеко Валерій Миколайович
12. Дайнеко Денис[1]
13. Далекий Роман Володимирович
14. Даманський Ян Юрійович
15. Дамрін Ігор Володимирович
16. Даник Андрій Миколайович
17. Данилевич Роман Миколайович
18. Даниленко Олексій Юрійович
19. Даниленко Юрій Костянтинович
20. Данилець Микола Володимирович
21. Данилишин Володимир Володимирович
22. Данилів Дем'ян Петрович
23. Данилів Михайло Петрович
24. Данилків Євген Васильович
25. Данилов Максим Володимирович
26. Данилов Роман Сергійович
27. Данилогорський Сергій Миколайович
28. Данилюк Вадим Юрійович
29. Данилюк Валерій Васильович
30. Данилюк Володимир Володимирович
31. Данилюк В'ячеслав Сергійович
32. Данилюк Олександр Мирославович
33. Данилюк Олександр
34. Данилюк Олександр Ігорович https://w.wiki/Cy7k
35. Данилюк Сергій Михайлович
36. Данилюк Юрій Степанович
37. Данильченко Володимир Сергійович
38. Данильченко Олександр Опанасович
39. Данильчук Максим Олександрович
40. Данильчук Юрій Іванович (1978—2023). Загинув у результаті танкового обстрілу під час виконання бойового завдання поблизу населеного пункту Іванівка Куп'янського району Харківської області. Нагороджений орденом «За мужність» ІІІ ступеня (посмертно)[2][3].
41. Даниш Микола Русланович
42. Данів Михайло Богданович
43. Данілевський Євген Дмитрович
44. Данілейченко Сергій Павлович
45. Данілов Володимир Георгійович
46. Данілов Дмитро Анатолійович
47. Данілов Дмитро Володимирович
48. Данілов Едуард Веніамінович
49. Данілов Євгеній[4]
50. Данілов Ростислав Олексійович
51. Данілов Сергій Анатолійович
52. Данілов Сергій Володимирович
53. Данілюк Віталій Олександрович
54. Данішура Сергій Федорович
55. Данканич Ярослав Іванович
56. Данко Петро Павлович
57. Данко Руслан Дмитрович
58. Данько Віталій Вікторович
59. Даньковський Вадим Васильович
60. Данченко Віктор Анатолійович
61. Данченко Володимир Олексійович
62. Данченко Ельхан Теймурович
63. Данюк Олександр Григорович
64. Дарій Дмитро Кузьмович
65. Дармограй Роман Анатолійович
66. Дармофал Сергій Миколайович
67. Даровських Кирило Володимирович
68. Дарчич Михайло Степанович
69. Даценко Віталій Іванович
70. Даценко Євген Іванович
71. Даценко Ігор Миколайович
72. Даценко Сергій Вікторович
73. Даценко Сергій Володимирович
74. Дацків Артур Ігорович
75. Дацків Михайло Ярославович
76. Дацунов Ігор Павлович
77. Дацюк Володимир Ярославович[5]
78. Дацюк Юрій Анатолійович
79. Дацький Владислав Євгенович
80. Дачев Сергій[6]
81. Дашевський Сергій Сергійович
82. Дашевський Сергій Сергійович
83. Дашкевич Ярослав Михайлович
84. Дашко Ігор Тарасович
85. Дашко Вадим Анатолійович
86. Дашковський Володимир Сергійович
87. Двойнік Марія-Христина[7]
88. Дворецький Андрій Володимирович
89. Дворнік Віталій Михайлович
90. Дворніков Андрій Андрійович[8]
91. Дворський Віталій Володимирович
92. Дворський Юрій Анатолійович
93. Дворцов Дмитро Сергійович
94. Дворянчук Михайло Леонідович
95. Деак Жолт Йожефович
96. Дев'яткін Віктор Вікторович
97. Дегтяр Дмитро Геннадійович
98. Дегтяр Микола Сергійович
99. Дегтяр Олексій Олегович
100. Дегтярьов Віктор Миколайович
101. Дегтярьов Олег Валерійович
102. Дегтярьов Руслан Олександрович
103. Деде Дмитро Васильович
104. Дедюх Іван Мирославович
105. Дейдей Євген Сергійович
106. Дейкало Сергій Володимирович
107. Дейнега Сергій Валентинович
108. Дейнега Сергій Євгенович
109. Дейнека Олексій Петрович
110. Дейнеко Артем Анатолійович
111. Дейнеко Павло Олександрович
112. Дейнеко Руслан Юрійович
113. Дейнеко Сергій Васильович
114. Дейніченко Костянтин Юрійович
115. Делюкін Юрій Петрович
116. Дельнецький Андрій Олександрович
117. Дельцов Леонід Олександрович
118. Делятицький Дмитро Євгенович
119. Дембіцький Сергій Казимирович
120. Дементьєва Оксана
121. Демидчик Вадим Ростиславович
122. Демидчук Ігор Олександрович
123. Деменев Валерій Анатолійович
124. Деменко Владислав Віталійович
125. Дементьєв Олександр Анатолійович
126. Дементьєв Сергій Валерійович
127. Дем'яненко Павло Валерійович
128. Дем'яник Сергій Валерійович
129. Дем'янчук Михайло Іванович
130. Дем'янчук Олександр Олександрович
131. Дем'янчук Роман Анатолійович
132. Дем'янюк Микола Сергійович
133. Демиденко Вадим Леонідович
134. Демиденко Володимир Михайлович[9]
135. Демиденко Володимир Сергійович
136. Демиденко Максим Олегович
137. Демиденко Микола Юрійович
138. Демиденко Олег Вікторович
139. Демиденко Сергій Володимирович
140. Демидов Юрій Геннадійович
141. Демідонт Ігор Ігорович[10]
142. Демків Богдан Володимирович
143. Демковський Дмитро Михайлович
144. Демуренко Дмитро Сергійович
145. Демчак Володимир Олександрович
146. Демченко Олександр[11]
147. Демченко Олександр Іванович
148. Демченко Сергій Вікторович
149. Демченко Юрій Вікторович
150. Демчик Андрій Володимирович
151. Демчик Дмитро Олександрович
152. Демчишин Віталій Васильович
153. Демчук Андрій Анатолійович
154. Демчук Богдан Васильович
155. Демчук Богдан Михайлович
156. Демчук Вадим Володимирович
157. Демчук Василь Гервасійович
158. Демчук Василь Петрович
159. Демчук Ігор Володимирович
160. Демчук Оксана[12]
161. Демчук Олександр Миколайович
162. Демчук Сергій Віталійович
163. Демчук Сергій Олексійович

## Ден— Дія
1. Денежко Володимир Васильович
2. Денисенко Валентин Миколайович
3. Денисенко Дмитро Валерійович[13]
4. Денисенко Павло Петрович
5. Денисів Ігор Іванович
6. Денисов Андрій Ігорович
7. Денисов Дмитро Анатолійович
8. Денисов Дмитро Миколайович
9. Денисов Максим В'ячеславович
10. Денисов Микола Віталійович
11. Денисенко Олександр Васильович
12. Денисов Олександр Мирославович
13. Денисюк Анатолій Анатолійович
14. Денисюк Андрій Володимирович
15. Денисюк Василь Захарович
16. Денисюк Володимир Володимирович
17. Денисюк Денис Сергійович
18. Денисюк Павло Олександрович
19. Денщиков Андрій Анатолійович
20. Денюшин Олег Олександрович
21. Депа Наталія Романівна
22. Дербак Леонід Іванович
23. Дердуга Сергій Миколайович
24. Деребченко Андрій Васильович
25. Деревянко Валерій Васильович
26. Деревянко Віктор Олегович
27. Деревянко Станіслав Станіславович
28. Дерев'яник Руслан Петрович
29. Дерев'янко Олександр Анатолійович
30. Дерев'янко Олександр Олександрович
31. Дерев'янко Станіслав Анатолійович
32. Дерев'янченко Владислав Олександрович
33. Дерен Сергій Васильович
34. Дерека Дмитро Олегович
35. Деренчук Павло Андрійович
36. Дерех Віталій Мирославович
37. Дереш Валерій Костянтинович
38. Дереш Олександр Васильович
39. Дерило Андрій Борисович
40. Дерій Олександр Вікторович
41. Дерій Роман Олександрович
42. Деркач Андрій Олексійович
43. Деркач Владислав Олексійович
44. Деркач Григорій[11]
45. Деркач Ігор Андрійович
46. Деркач Олександр Вікторович
47. Деркач Олександр Петрович
48. Деркач Сергій Валерійович
49. Деркач Сергій Павлович
50. Деркач Юрій Олексійович
51. Деркач Юрій Сергійович
52. Дерман Ігор Олегович
53. Дерусова Інна Миколаївна
54. Дерюгін Костянтин Валерійович
55. Десятнюк Олександр Олександрович
56. Дехтеренко Ярослав Олександрович
57. Дехтяр Григорій В'ячеславович
58. Дехтярук Вадим Іванович
59. Дешевий Іван Сергійович[13]
60. Дєдухов Микола Станіславович
61. Дєдушков Іван Миколайович
62. Дєрмін Андрій Іванович
63. Джадан Іван Миколайович
64. Джанелідзе Георгій
65. Джевага Сергій Олександрович
66. Джеглав Євген Андрійович[14]
67. Дженжера Юрій Миколайович
68. Джерелейко Роман Васильович
69. Джердж Станіслав Олегович
70. Джердж Ярослав Михайлович
71. Джиджора Дмитро Павлович
72. Джосак Олександр Миколайович
73. Джубатканов Артем Володмирович
74. Джуган Іван Михайлович
75. Джужа Руслан Михайлович
76. Джунь Михайло Іванович
77. Джура-Соколовський Станіслав Анатолійович
78. Джуравець Роман Романович
79. Джураєв Олександр Васильович[15]
80. Джурик Олександр Федорович
81. Джус Василь Богданович
82. Джус Юрій Ярославович
83. Дзерин Михайло Федорович
84. Дзех Олександр Віталійович
85. Дзиба Сергій Вікторович
86. Дзиганський Роман Романович
87. Дзиза Віталій Олексійович
88. Дзизюк Олексій Іванович
89. Дзингель Денис Андрійович
90. Дзідзінашвілі Давід Георгійович
91. Дзюба Андрій Андрійович
92. Дзюба Андрій Євгенійович
93. Дзюба Андрій-Василь Ігорович
94. Дзюба Вадим Сергійович
95. Дзюба Валентин Іванович
96. Дзюба Валентин Сергійович
97. Дзюба Віктор Михайлович
98. Дзюба Дмитро Володимирович
99. Дзюба Роман Олексійович
100. Дзюбак Олександр Васильович
101. Дзюбан Андрій Васильович
102. Дзюбан Василь Вікторович
103. Дзюбан Максим Мирославович
104. Дзюбелюк Олександр Миколайович
105. Дзюбенко Вадим Валерійович
106. Дзюбенко Роман Васильович
107. Дзюбка Олексій Миколайович
108. Дзюндзя Андрій Миколайович
109. Дзядик Руслан Петрович
110. Дзяман Микола Іванович
111. Дзямка Віктор Євгенович
112. Дзяпко Василь[16]
113. Дзятко Юрій Андрійович
114. Дибка Олександр Олександрович
115. Дибленко Артем Костянтинович
116. Дидик Михайло Володимирович
117. Дидюк Андрій Валентинович
118. Дикась Едуард Миколайович
119. Дикий Віктор Миколайович
120. Дикий Денис Леонідович
121. Дикий Євген Олександрович
122. Дикий Максим Юрійович
123. Дикий Микола Петрович
124. Дикун Ігор Володимирович
125. Димид Артемій Михайлович
126. Димінський Леонід Денисович
127. Димніч Дмитро Юрійович
128. Диня Юрій Йосипович
129. Динька Олег Миколайович
130. Дирів Орест Ігорович
131. Дитко Микола Миколайович
132. Дитюк Володимир Романович
133. Дихтяр Марія Володимирівна
134. Дичек Сергій Олександрович
135. Дичко Олександр Вікторович
136. Дишель Мар'ян Миронович
137. Дишкант Віктор Володимирович
138. Дишкант Віталій Іванович
139. Дишкант Олександр Володимирович
140. Дияк Павло Станіславович
141. Діанов Григорій Юрійович
142. Діанов Михайло Олександрович
143. Дібрівний Дмитро Олександрович
144. Діброва Валентин Валентинович
145. Діваков Олександр Володимирович
146. Роберт Діган[17]
147. Дідач Ігор Йосипович
148. Діденко Віталій Ігорович
149. Дідик Вадим Євгенович
150. Дідик Василь[18]
151. Дідиченко Святослав Олександрович
152. Дідківський Вадим Юрійович
153. Дідківський Ігор Миколайович[19][8]
154. Дідковський Ігор Вікторович
155. Дідовець Андрій Сергійович
156. Дідович Віталій Олександрович
157. Дідур Анатолій Володимирович
158. Дідух Володимир Васильович
159. Дідух Тарас Володимирович
160. Дідушко Андрій Іванович
161. Дідушко Олег Анатолійович
162. Діллер Роман Олександрович
163. Дільний Андрій Антонович
164. Дімітров Михайло Сергійович[20]
165. Діордіца Ігор Олександрович
166. Діхтієвський Віктор Миколайович
167. Діхтяр Іван Іванович
168. Діхтяренко Андрій Олександрович
169. Діяконюк Іван Васильович

## Дми— Дро
1. Дмитраш Владислав Олександрович
2. Дмитраш Максим Олександрович
3. Дмитраш Павло[21]
4. Дмитренко Андрій Олегович
5. Дмитренко Артур Тарасович
6. Дмитренко В'ячеслав Олександрович
7. Дмитренко Віктор Іванович
8. Дмитренко Віталій Володимирович
9. Дмитренко Олександр Юрійович
10. Дмитренко Павло Петрович
11. Дмитрик Арсен Володимирович
12. Дмитрик Микола Володимирович
13. Дмитрів Святослав Сергійович
14. Дмитрів Сергій Володимирович
15. Дмитрієв Віктор Володимирович
16. Дмитрієв Дмитро Феліксович
17. Дмитрієв Костянтин Костянтинович
18. Дмитрієв Сергій Володимирович
19. Дмитрієв Юрій Іванович
20. Дмитрієнко Андрій В'ячеславович
21. Дмитрук Богдан Олександрович
22. Дмитрук Володимир Дмитрович
23. Дмитрук Даниїл Васильович
24. Дмитрук Олег Володимирович
25. Дмитрук Олександр Степанович
26. Дмуховський Юрій Юрійович
27. Добжанський Валерій Володимирович
28. Добжанський Валерій Віталійович
29. Добрань Андрій Дмитрович
30. Добренький Сергій Олександрович
31. Добриця Олег Іванович
32. Добробабенко Богдан Григорович
33. Добровик Євген Михайлович
34. Добровольська Олена Миколаївна
35. Добровольський Андрій Омелянович
36. Добровольський Віталій Вікторович
37. Добровольський Віталій Михайлович
38. Добровольський Ігор Володимирович
39. Добровольський Олександр Віталійович
40. Добровольський Сергій Валерійович
41. Добровський Іван Олександрович
42. Добромиль Андрій Васильович
43. Добродомов Родіон Костянтинович
44. Добропас Сергій Віталійович
45. Добрянський Віктор Цезарійович
46. Добрянський Григорій Юрійович
47. Добрянський Леонід Цезарович
48. Добрянський Максим Сергійович
49. Добрянський Олександр Васильович
50. Добушева Марина Сергіївна
51. Довбиш Ігор Іванович
52. Довгалюк Роман Олександрович
53. Довганюк Павло Володимирович
54. Довбня Василь Віталійович
55. Довбня Олег Олександрович
56. Довбуш Олексій Анатолійович
57. Довгалюк Роман Анатолійович
58. Довгаль Анатолій Олександрович
59. Довгаль Віктор Сергійович
60. Довганик Юрій Дмитрович
61. Довгань Василь Володимирович
62. Довгань Ігор Андрійович
63. Довгань Ігор Олександрович
64. Довгань Ірина Володимирівна
65. Довгий Костянтин Миколайович
66. Довгий Микола Григорович
67. Довгий Олег Іванович
68. Довгий Роман Сергійович
69. Довгополий Артем Валерійович
70. Довгополюк Леонід Васильович
71. Довгун Тарас Сергійович
72. Довженко Микола Валерійович
73. Дога Олег В'ячеславович
74. Довганюк Анатолій[22]
75. Догарєв Антон Андрійович
76. Додон Віталій Іванович
77. Докторович Андрій Григорович
78. Докторенко Андрій Миколайович
79. Долгих Іван Олегович
80. Долгіх Сергій Володимирович
81. Долгов Ігор Олександрович
82. Долгодуш Артур Олександрович
83. Долейко Андрій Сергійович
84. Долейко Олександр Сергійович
85. Должок Олег Олександрович
86. Долинський Василь Петрович[23]
87. Долінський Віктор Вікторович[24]
88. Долінський Віктор Григорович
89. Долматов Ілля Олександрович
90. Доломанов Олександр Павлович
91. Доманський Олександр Анатолійович
92. Доля Олексій Іванович
93. Доманський Андрій[25]
94. Домашенко Петро Михайлович
95. Домашин Юрій Григорович
96. Домбров Сергій Юрійович
97. Домченко Владислав Анатолійович
98. Дон Денис Володимирович
99. Донець Євген Степанович
100. Доник Максим Вікторович
101. Донов Олексій Володимирович
102. Донсков Дмитро Юрійович
103. Донцов Віктор Валентинович
104. Донцов Ярослав Валерійович
105. Донченко Володимир Миколайович
106. Допіряк Сергій Артемович
107. Дорожко Віктор Валерійович
108. Дорофеєнко Вадим Сергійович
109. Дорофєєв Денис Вікторович
110. Дорохін Іван Дмитрович
111. Дорохов Валерій Валерійович
112. Дорош Тарас Русланович
113. Дорошенко Анатолій Анатолійович
114. Дорошенко Василь Володимирович
115. Дорошенко Віталій Миколайович
116. Дорошенко Володимир Павлович
117. Дорошенко Євген Андрійович
118. Дорошенко Ігор Володимирович
119. Дорошенко Микита Андрійович
120. Дорошенко Олег Вікторович
121. Дорошенко Олександр Миколайович (головний сержант)
122. Дорошенко Руслан Алійович
123. Дорошенко Сергій Олександрович
124. Дорошець Анатолій Володимирович
125. Дорошков Микола Олександрович
126. Дорошок Микола Володимирович
127. Дощенко Геннадій Леонідович
128. Доскато Олексій Олегович
129. Доскоч Станіслав Юрійович
130. Достаєцький Руслан[26]
131. Досяк Роман Мирославович
132. Доц Артем Валерійович
133. Доценко Анатолій Ігорович
134. Доценко Олександр Валерійович
135. Драбик Тарас Васильович
136. Драган Олексій Анатолійович
137. Драголюбов Максим Володимирович
138. Драмарецький Олександр[27]
139. Драний Володимир Андрійович
140. Драновський В'ячеслав Іванович
141. Дратва Михайло Миколайович
142. Драч Андрій Леонідович
143. Драч Ігор Валерійович
144. Драченко Сергій Володимирович
145. Драчук Валентин Вікторович
146. Драшпуль Назарій Владиславович[28]
147. Дребіт Анатолій Анатолійович
148. Древай Герман Едуардович
149. Древаль Олексій Вікторович
150. Дрейчук Ігор Анатолійович
151. Дремлюх В'ячеслав Анатолійович
152. Дремух Юрій Михайлович
153. Дришлюк Денис Валентинович
154. Дришлюк Павло В'ячеславович
155. Дрімля Віталій Михайлович
156. Дробіленко Андрій Іванович
157. Дробінчук Олександр Миколайович
158. Дробітько Олександр Вікторович
159. Дробний Денис Євгенович
160. Дробот Ігор Іванович
161. Дробоцький Олег Ігорович
162. Дрогін Сергій Олександрович
163. Дрогомирецький Роман Юрійович
164. Дрозд Андрій Анатолійович
165. Дрозд Василь Володимирович
166. Дрозд Володимир Миколайович
167. Дроздов Анатолій Валерійович
168. Дроздов Ігор Володимирович
169. Дроздов Олексій Вікторович
170. Дроздов Сергій Семенович
171. Дроздов Юрій Михайлович
172. Дроздовський Олександр Миколайович
173. Дроздюк Ілля Іванович
174. Дрокіна Людмила Віталіївна
175. Дронговський Костянтин Леонідович
176. Дронов Богдан Миколайович
177. Дронов Олександр Вікторович
178. Дронов Сергій Анатолійович
179. Дронь Артур Віталійович

## Дру— Дьяч
1. Дружинін Ігор Володимирович
2. Дружченко Микола Вікторович
3. Друзь Олександр Олександрович
4. Друзь Костянтин Володимирович
5. Друзь Роман Михайлович
6. Друзь Рустам Іванович
7. Друкаренко Вадим Юрійович
8. Дрьомін Андрій Сергійович
9. Дрьомін Ярослав Павлович
10. Дрьомов Павло Леонідович
11. Дрюченко Артем Миколайович
12. Дуб Іван Іванович
13. Дуб Олексій Федорович
14. Дубей Іван Омелянович
15. Дубенчак Дмитро Вікторович[29]
16. Дуберт Олег Григорович
17. Дубик Дмитро Васильович[30][31]
18. Дубик Ігор Іванович
19. Дубик Петро Борисович
20. Дубина Сергій Олександрович
21. Дубинецький Роман Володимирович
22. Дубинецький Степан Миколайович
23. Дубіна Роман Васильович
24. Дубінін Олександр Олександрович
25. Дубінський Андрій Олександрович
26. Дубіч Олександр Вячеславович
27. Дублик Анатолій Ярославович
28. Дубницький Андрій Іванович[32]
29. Дубов Ігор Леонідович
30. Дубовий Дмитро Анатолійович
31. Дубовик Геннадій Валентинович
32. Дубовик Дмитро Вікторович
33. Дубовик Олексій Леонідович
34. Дубовик Петро Васильович
35. Дубовик Руслан Вікторович
36. Дубовський Костянтин Юрійович
37. Дубровський Кирило Олександрович
38. Дубченко Володимир Сергійович
39. Дубяга Станіслав Вікторович
40. Дугарь Наталія Павлівна
41. Дуда Петро Іванович
42. Дудай Віталій Вікторович
43. Дудар Віктор Васильович
44. Дудар Іван Володимирович
45. Дударчук Олександр Сергійович
46. Дудин Андрій Степанович
47. Дудич Олег Ігорович
48. Дудік Андрій Васильович
49. Дудін Олексій Сергійович
50. Дудін Сергій Олександрович
51. Дудінов Денис Олександрович
52. Дудка Володимир Андрійович
53. Дудка Євгенія Василівна
54. Дудка Микола Валентинович
55. Дудка Олег Володимирович
56. Дудка Юрій Андрійович
57. Дудка Юрій Степанович
58. Дудко Валерій Олександрович
59. Дудко Володимир Вікторович
60. Дудник Андрій Іванович
61. Дудник Роман Олексійович
62. Дудник Сергій Павлович
63. Дудніков Олександр Сергійович
64. Дудченко Анатолій Анатолійович
65. Дудченко Володимир Володимирович
66. ‎Дудченко Максим Володимирович
67. Дудченко Олександр Олександрович
68. Дудченко Роман Володимирович
69. Дудюк Віктор Вікторович
70. Дудяк Іван Михайлович
71. Дуженький Олег Олександрович
72. Дужик Євген Євгенович
73. Дуленко Олександр Сергійович
74. Дулепов Павло Євгенович
75. Дульнєв Роман Олександрович
76. Дулько Ігор Миколайович
77. Дульчик Віталій Георгійович
78. Дульський Денис Валентинович
79. Дума Ігор Валерійович
80. Думанський Василь Степанович
81. Думанський Михайло Ярославович
82. Думанський Павло Романович
83. Думанський Юрій Олександрович
84. Думбрава Андрій Іванович
85. Думітраш Крісті Васильович
86. Думчиков Євгеній Сергійович
87. Дунаєвський Сергій Михайлович
88. Дундук Олег Ігорович
89. Дунець Олександр Євгенович
90. Дунєв Руслан Миколайович
91. Дуняк Андрій Васильович
92. Дупляк Сергій Володимирович
93. Дурдук Сергій Миколайович
94. Дуриба Ярослав Васильович
95. Дурмасенко Олексій Олегович
96. Дурунда Павло Іванович
97. Жасулан Дуйсембін
98. Дусь Сергій Васильович
99. Дутка Дмитро Михайлович
100. Дуткевич Ярослав Володимирович
101. Дуткевич Ярослав Юліанович
102. Дутчак Віталій Ярославович
103. Дутчак Владислав Васильович
104. Дутчак Юрій Іванович
105. Дух Володимир Богданович
106. Духопельнікова Євгенія[33]
107. Дьяков Михайло Олегович
108. Дьяченко Володимир Володимирович
109. Дьяченко Олег Миколайович
110. Дюг Олег Стефанович
111. Дюжиков Віталій Анатолійович
112. Дюк Андрій Васильович
113. Дюльгер Дмитро Іванович
114. Дюмін Роман Вікторович
115. Дюрдь Віктор Юрійович
116. Дюсов Владислав Романович
117. Дядченко Сергій Петрович
118. Дядюк Віктор Вікторович
119. Дядюра Юрій Миколайович[34]
120. Дяк Андрій Юрійович
121. Дяків Арсеній Петрович
122. Дяків Євген Андрійович
123. Дяків Олег Юрійович
124. Дяків Олександр Юрійович
125. Дякунович Сергій Сергійович
126. Д'яков Михайло Олегович
127. Д'яконов Станіслав Васильович
128. Д'яченко Михайло Олександрович
129. Д'ячишин Ігор Степанович
130. Д'ячков Юрій Анатолійович
131. Дятлов Сергій Володимирович
132. Дяченко Артур Олегович
133. Дяченко Володимир Анатолійович
134. Дяченко Ігор Іванович
135. Дяченко Максим Геннадійович
136. Дяченко Микола Миколайович
137. Дяченко Олександр Юрійович
138. Дяченко Сергій Миколайович
139. Дячишин Андрій Миколайович
140. Дячук Андрій Анатолійович
141. Дьо Дмитро Едуардович
142. Дьяченко Юрій Олександрович
143. Дьячков Денис Ігорович